# Kapitan I rangi
Kapitan I rangi (ros. капитан 1-го ранга) – w radzieckiej Marynarce Wojennej i marynarkach wojennych części krajów postsowieckich stopień w korpusie wyższych oficerów, odpowiadający stopniowi komandora w Marynarce Wojennej RP bądź stopniowi pułkownika w wojskach lądowych. Stopień bezpośrednio niższy to kapitan II rangi, bezpośrednio wyższy to kontradmirał.